# Museo archeologico nazionale della Siritide
Il Museo archeologico nazionale della Siritide è un museo archeologico situato all'interno del sito archeologico di Heraclea (Herakleia), nei pressi di Policoro, in provincia di Matera.
Dal dicembre 2014 il Ministero per i beni e le attività culturali lo gestisce tramite il Polo museale della Basilicata, nel dicembre 2019 divenuto Direzione regionale Musei.

## Descrizione
Venne inaugurato nel 1969, presenta i reperti rinvenuti ad Heraclea secondo un percorso cronologico dal neolitico all'età romana.
La prima sezione è dedicata alle testimonianze neolitiche, che provengono dalle grotte di Latronico e dal altre aree della zona e consistono in ceramiche dipinte a fasce rosse risalenti al VI-III millennio a.C.
La seconda sezione si centra invece sull'età del bronzo, a cui appartengono il corredo funerario di una tomba del 2000 a.C. rinvenuta a Tursi e le ceramiche micenee del 1200 a.C.
Altri reperti provengono dagli scavi intorno all'antica colonia magnogreca di Siris con testimonianze del tempio arcaico e della necropoli consistenti in statuette votive, decorazioni e bassorilievi e elmi.
La terza sezione è tutta dedicata alla città di Heraclea: sono presenti anche qui statuette votive, laminette bronzee e anche monete magnogreche e romane, matrici per il vasellame, crateri, coppe, vasi e una matrice a rullo per decorare i vasi dei cortili delle case.
Nella quarta sezione sono situati i reperti delle necropoli magnogreche tra cui spicca la Tomba di Policoro con numerosi grandi vasi a figure rosse di tema mitologico.
La quinta e ultima sezione è dedicata alle popolazioni enotrie e lucane stanziate lungo i corsi dei fiumi Agri e Sinni. I reperti provengono dai corredi delle necropoli di Anglona, Chiaromonte, Tursi e Armento e Aliano con un corredo funebre di una principessa e circa mille tombe risalenti a circa VII-VI a.c.

## Galleria d'immagini

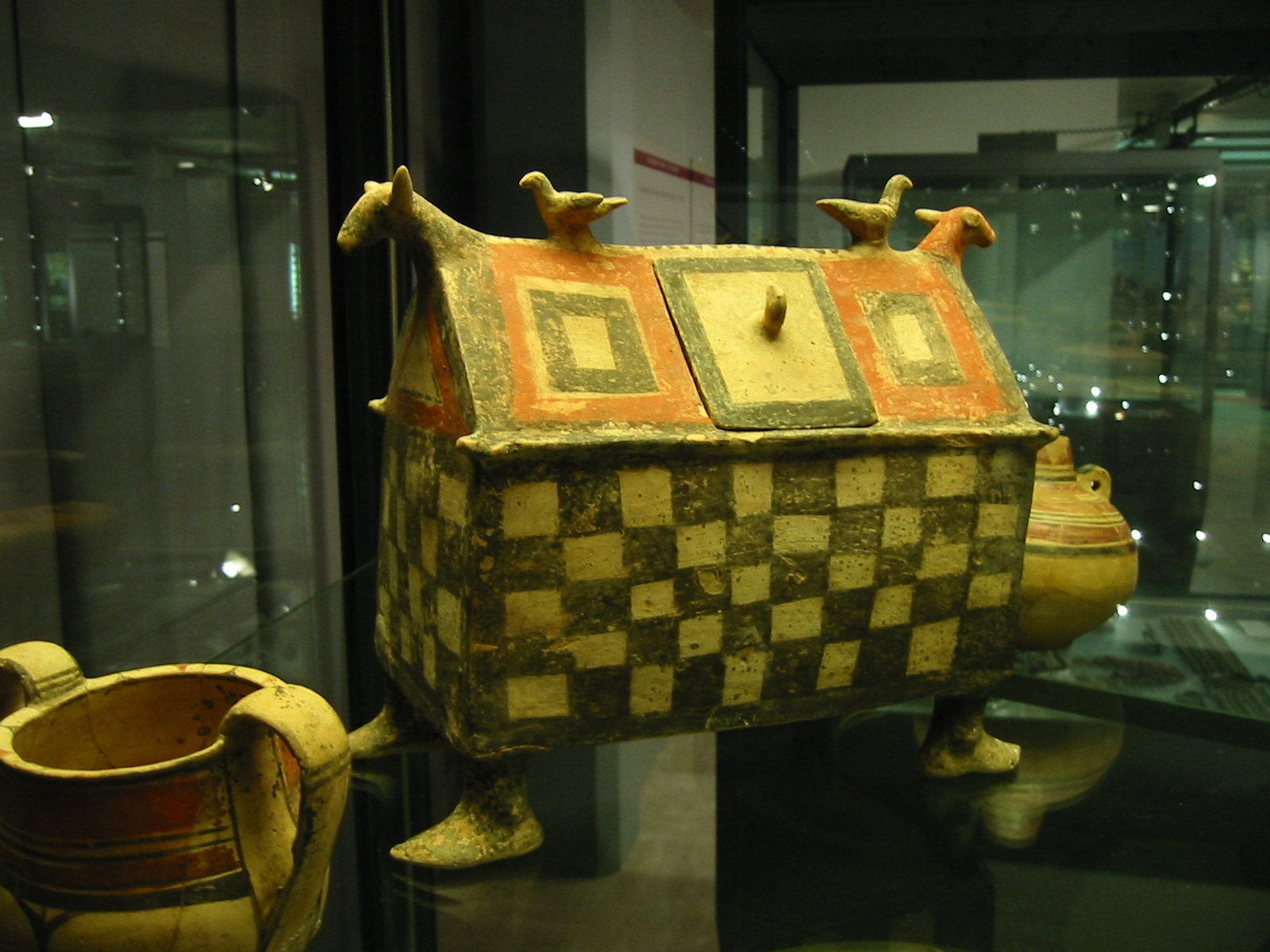
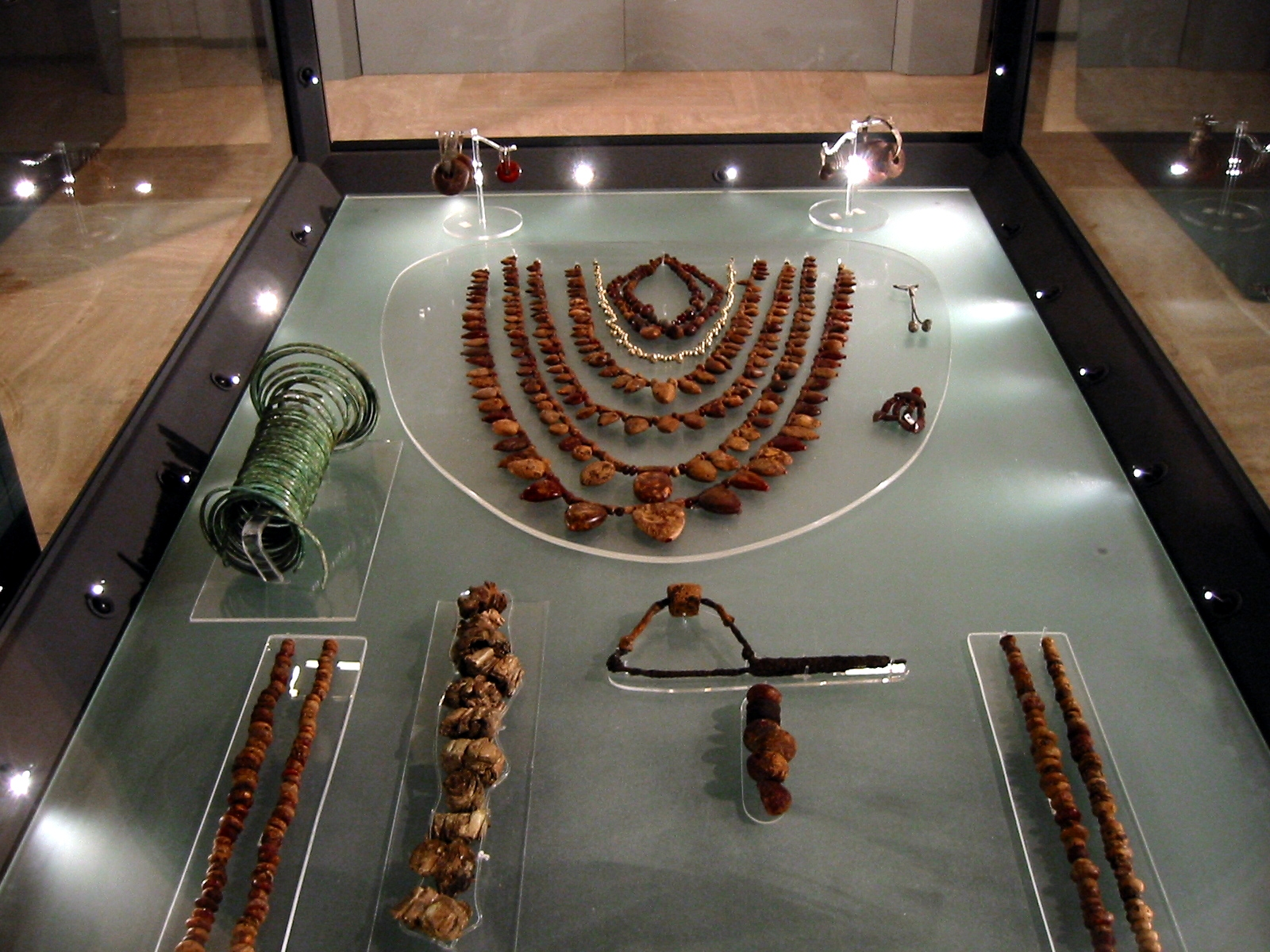
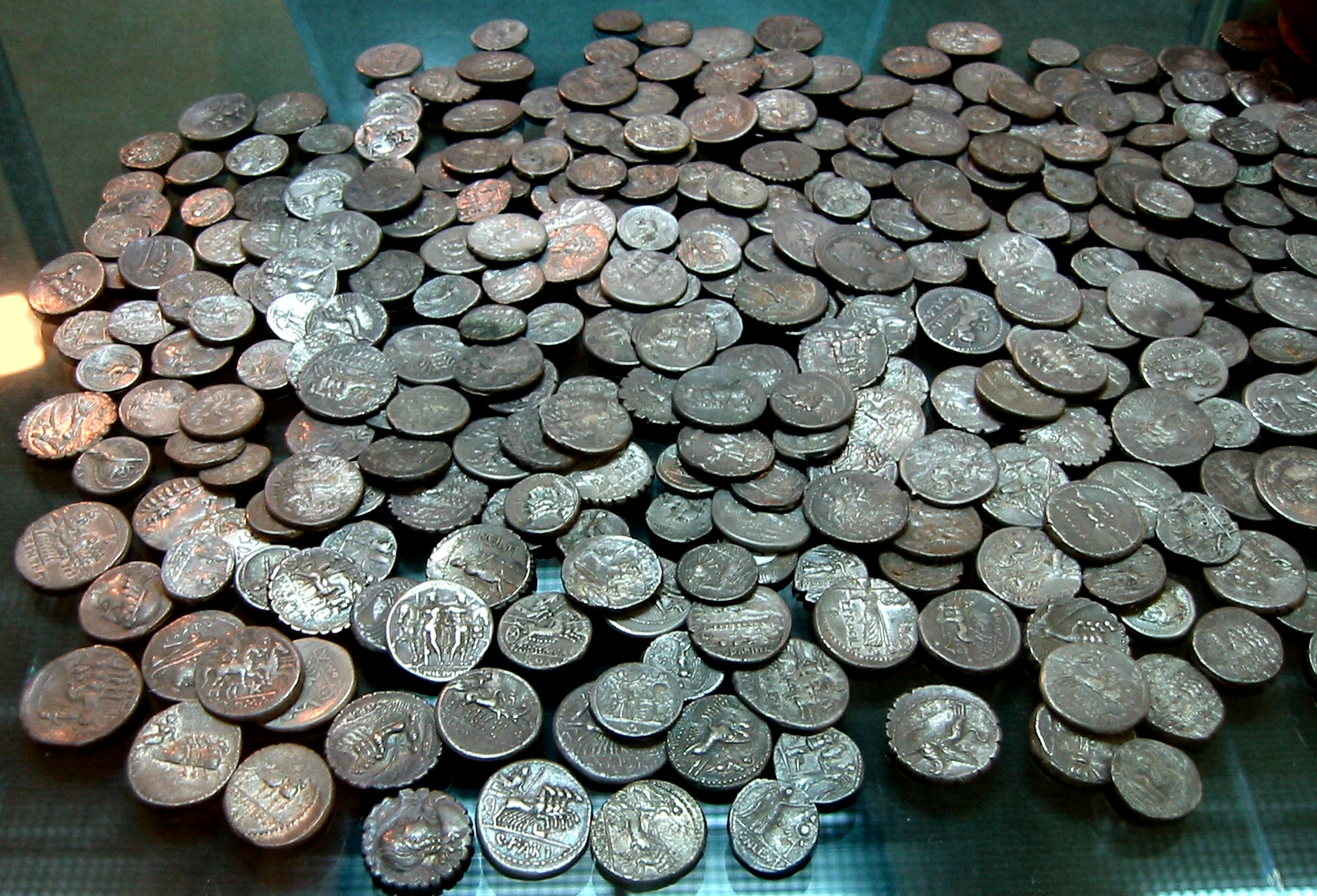
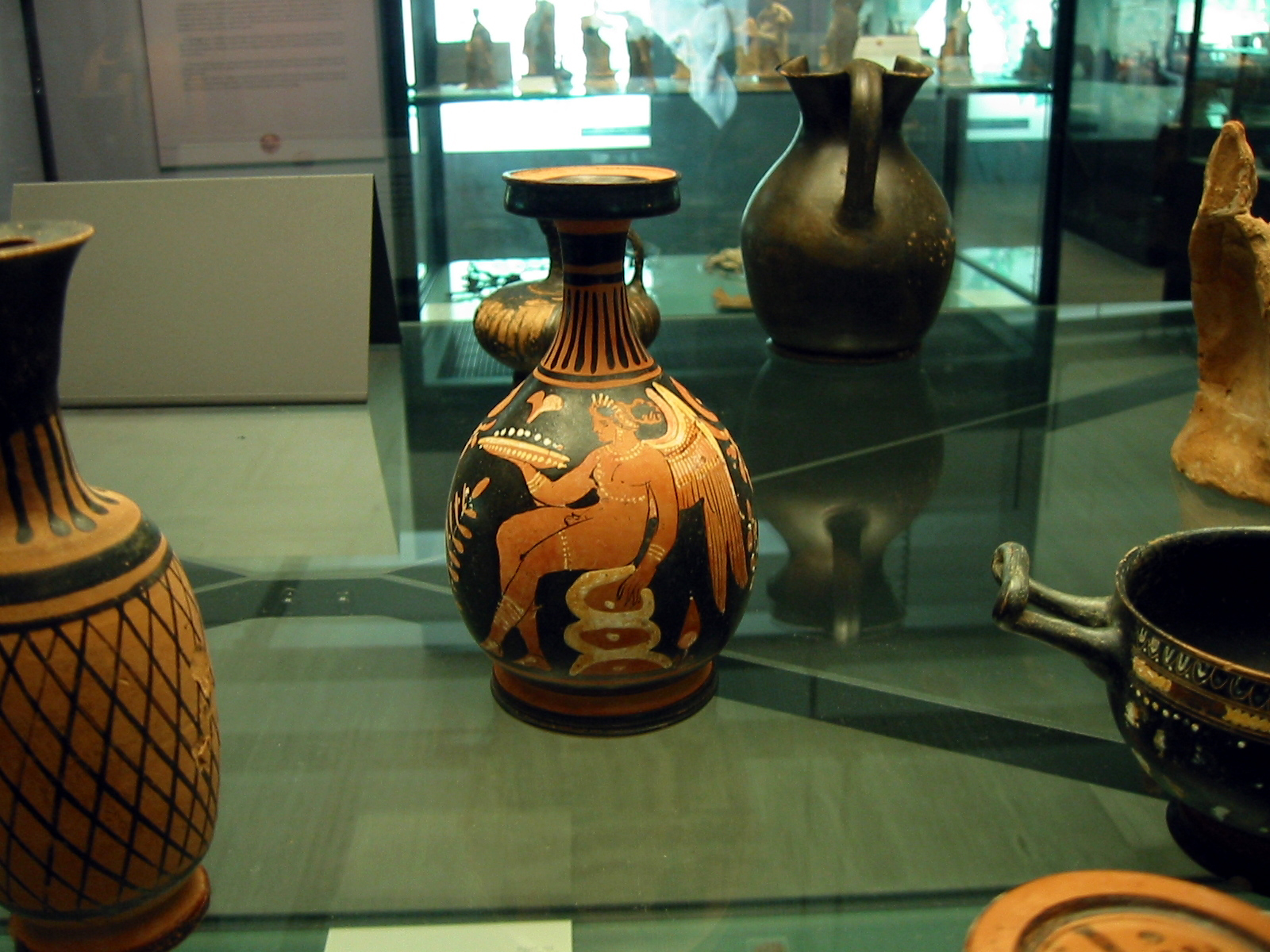